# بيري جوميز
بيري جوميز (بالإنجليزية: Perry Gomez)‏ هو طبيب وسياسي باهاماسي، ولد في 18 يناير 1947 في بروفيدانس الجديدة في باهاماس. نشط حزبياً في الحزب الليبرالي التقدمي. وقد انتخب عضو مجلس النواب في الباهاماس ‏.